# Bello come un arcangelo
Bello come un arcangelo è un film italiano del 1974 diretto da Alfredo Giannetti. Tema principale è l'eros in un contesto stereotipato allora in voga, la realtà rurale del Meridione italiano. Dietro una facciata provinciale e bacchettona, di femminilità castigata anche nell'aspetto, la passione si esplica di nascosto, dentro le mura domestiche, catalizzata dal gallismo di un interprete collaudato come Lando Buzzanca.

## Trama
Profondo Sud italiano anni Settanta. Il prestante e squattrinato rappresentante di commercio "Tano" Avallone, si invaghisce della bella Mariangela, figlia sedicenne del vedovo avvocato "Totonno" Fortis Pantaleo. Pur di approcciare la ragazza, entra nelle grazie del professionista, spacciandosi per un suo amico d'infanzia e dicendosi disposto ad eliminare l'anziana Donna Mercedes, madre di questi, così che egli possa ereditarne le sostanze. Ospite della famiglia, Tano si trova coinvolto in un vortice di attenzioni femminili, inclusa la ruspante governante Immacolata, ambita inutilmente dall'avvocato, e la serva Sisina, desiderata dal parroco.
La trama è complicata dalle remore dell'avvocato quando una notte, alla vista di Tano nudo, la matrona lo scambia per l'Arcangelo Gabriele morendo per un colpo apoplettico. Le cose tuttavia non vanno come sperato. Il figlio impazzisce di dolore e viene ricoverato in manicomio. Tano scopre di esser stato usato dalla ragazza con la quale non ha alcuna prospettiva in quanto fidanzata. Egli deluso abbandona il borgo, tornando alla propria vita randagia e portando con sé Immacolata, suo ripiego affettivo.

## Curiosità
- Riprese eseguite nella città marittima calabra di Tropea, in provincia di Vibo Valentia.
- L'attrice Paola Borboni, nel ruolo della matrona, è doppiata da Ferruccio Amendola.
- Erika Blanc veste i panni di Immacolata.